# Jørgen Jespersen
 Ikke at forveksle med lægen Jørgen Jespersen.
Jørgen Jespersen, med dæknavnene KK, Knud Kristensen, K.K. og Knud (5. januar 1926 – 26. marts 2003) var en dansk frihedskæmper, gruppeleder i BOPA. Efter krigen arbejdede han i det danske militær, til sidst som oberstløjtnant.
Jespersen voksede op i et borgerligt hjem på Østerbro og var blot gymnasieelev på Østre Borgerdyd Gymnasium, da han provokeret af besættelsen i 1942 gik ind i modstandsarbejdet. Samme år meldte han sig ind i Akademisk Skytteforening for på den måde at opnå færdigheder med våben. Han blev allerede i oktober 1943 gruppeleder/afsnitsleder i BOPA som leder af afsnit 8M, kompagni K.K. BOPA havde rekrutteret ham i 1943 som en af de første ikke-kommunistiske modstandsfolk. Hans Edvard Teglers havde også været en del af gruppen på Øster Borgerdyd, men fik kolde fødder, da han opdagede, at BOPAs ledelse var kommunister. I stedet gik Teglers ind i Holger Danske.
Jespersen deltog i sin første sabotage i februar 1943, og samlet set deltog Jespersen i 125 sabotageaktioner, hvilket gjorde ham til en af de mest efterstræbte sabotører hos Gestapo. Han havde forbindelse til DSB, hvor han fik informationer om tog til og fra værnemagervirksomheder og havde ligeledes kontakter hos Rødovre Politi, hvor han fik fat på beslaglagt sprængstof. Blandt hans sabotageaktioner kan nævnes sabotagen af Globus Cykler. Han deltog også i likvideringer mm.
Jørgen Jespersen overlevede besættelsen, han skrev senere fyldigt om sine oplevelser. Efter krigen blev han indrullet i ingeniørtropperne, her tog han en uddannelse som civilingeniør. Ved sin pension havde han arbejdet mere end 40 år i forsvaret og havde rang af oberstløjtnant. I 1993 udgav han en erindringsbog med titlen Afdeling KK.
Jørgen Jespersen døde i 2003 den 26. marts.

## Udgivelser
- Jørgen Jespersen: Afdeling KK. Årsskrift for Frihedsmuseets Venner 1993. ISBN 87-88214-41-9
- Jørgen Jespersen: KK og KRIGEN, 2002, forlaget Per Mortesen. ISBN 87-987729-8-8 Online-udgave (PDF) Arkiveret 4. marts 2012 hos  Wayback Machine